# Rzymska wiosna pani Stone (film 1961)
Rzymska wiosna pani Stone (ang. The Roman Spring of Mrs. Stone) – brytyjski melodramat z 1961 r. w reżyserii José Quintero. Ekranizacja sztuki Tennessee Williamsa pod tym samym tytułem.

## Obsada
- Vivien Leigh − Karen Stone
- Warren Beatty − Paolo di Leo
- Lotte Lenya − Contessa
- Coral Browne − Meg
- Jill St. John − Barbara
- Bessie Love − Bunny
- Stella Bonheur − Pani Jamison-Walker
- Josephine Brown − Lucia

i inni

## Nagrody i nominacje
- Oscar:
  - nominacja dla Lotte Lenya dla najlepszej aktorki drugoplanowej
- Złoty Glob:
  - nominacja dla Lotte Lenya dla najlepszej aktorki drugoplanowej